# Gente normal
Gente normal (título original en inglés: Normal People) es una novela publicada por la escritora y guionista irlandesa Sally Rooney al año siguiente de la publicación de su primer libro Conversaciones entre amigos en 2017. Gente normal fue publicado por primera vez en español en octubre de 2019 por la editorial Literatura Random House. Inga Pellisa se encargó de la traducción del libro al español.

## Argumento
La novela narra la compleja historia de Connell y Marianne, y cómo el paso de los años va cambiando su relación. Ambos son compañeros de instituto, ubicado en Sligo (Irlanda), sin embargo apenas se dirigen la palabra. Connell está dentro del grupo de los populares de clase, mientras que Mariane es una chica solitaria con pocos amigos.
Esta situación cambia cuando Lorraine, la madre de Connell, empieza a trabajar como limpiadora en la casa de Marianne. A raíz de ello, Connell y Marianne comienzan una relación amistosa-amorosa que deciden llevar en secreto, con el fin de evitar los cotilleos en clase. Sin embargo, la situación entre ellos se complica cuando Connell acude al baile de fin de curso con otra chica de clase, lo que provoca la separación de la pareja. 
Sus caminos vuelven a encontrarse en la universidad, pues ambos son aceptados en el Trinity College de Dublín, lo que permitirá que los personajes retomen su relación, solo que ahora con los roles cambiados, siendo ahora Marianne la popular.
Durante este período, la pareja debe hacer frente a muchas situaciones propias del inicio de la adultez (problemas económicos, estudios, rupturas, problemas el ámbito de la salud mental, amistades perdidas..) que marcarán el rumbo de sus vidas. Cambios narrados desde una perspectiva de sentimientos profundos pero contrarios, así como ciertos problemas de comunicación de los problemas y las necesidades, con los que todos los jóvenes pueden sentirse identificados.

## Personajes principales
- Marianne Sheridan. En el instituto, casi todos sus compañeros consideran que es rara, por lo que Marianne no es muy popular aunque sí muy inteligente. Tampoco posee una buena relación familiar, ya que su hermano, Alan, abusa física y psicológicamente de ella en ciertas ocasiones bajo la mirada de su madre, la cual decide no intervenir o posicionarse a favor de su hermano. Al comenzar sus estudios de política en la universidad, Marianne deja su pasado atrás y genera un nuevo grupo de amigos que le permite ganar cierto reconocimiento social, pero lo que no desaparece es la sensación de no merecer ser amada.[4]

- Connell Waldron. Durante el instituto, Connell es un buen estudiante con un estatus elevado entre sus compañeros, potenciado por su talento como jugador en el equipo de fútbol escolar. No obstante, dicha popularidad no es suficiente para evitar que en él se genere un sentimiento de insuficiencia e inseguridad. Ese nivel social desaparece en Dublín, lo que hace que se sienta intimidado intelectualmente por sus compañeros de clase, los cuales son capaces de expresar su opinión con vehemencia, y que aumenta sus inseguridades. Connell centra sus estudios en la literatura y la escritura.[5]

## Otros personajes
- Lorraine Waldron. Es la madre soltera de Connell que trabaja como limpiadora para la familia Sheridan. Mantiene una relación muy cercana con su hijo y se muestra decepcionada con la toma de decisiones de su hijo con respecto a Marianne. Al principio se muestra cercana a esta misma aunque su relación se enfría después de que su hijo y ella mantengan una relación secreta.

- Denise Sheridan. Es la madre soltera de Marianne. Se describe en el libro como una abogada de gran poder adquisitivo que no se preocupa por su hija, permitiendo que ella reciba abusos de su hermano así como en algún momento ambas lo recibieron por parte de su padre.

- Alan Sheridan. Es el hermano mayor de Marianne. Es abusivo con su hermana menor a través de comentarios humillantes e incluso agresiones físicas.

- Rob Hegarty. Es un antiguo compañero de instituto de Marianne y Connell, cercano a este último. Años más tarde se suicida afectando en gran medida a su antiguo amigo.

- Joanna. Es una de las amigas que hace Marianne durante su estancia como estudiante en el Trinity College.

- Peggy. Es otra de las amigas de Marianne con las que comparte clase en el Trinity College, proveniente al igual que la protagonista de un entorno adinerado.

- Niall. Es el compañero de piso de Connell durante su estancia en el Trinity College y acaba convirtiéndose en una persona cercana también para Marianne. Él trata de fomentar la relación entre ambos jóvenes.

- Jamie. Es un estudiante del Trinity College con el que Marianne mantiene una relación durante su época de estudiante. Su relación es tóxica y él se muestra posesivo ante ella.

## Críticas
La novela fue avalada por la crítica literaria. Además, fue votada como el libro del año 2018 de la cadena de librerías británica Waterstones. En el mismo año, ocupó el puesto 25 en la lista de The Guardian de los 100 mejores libros del siglo XXI.
El editor de Irish Independent, calificó el libro como "polémico", debido a que el libro incluye debates sobre el documento El Manifiesto Comunista, obedeciendo a la ideología política de la autora, así como también hace referencia a la novela feminista de Doris Lessing, El cuaderno dorado.
Entertainment Weekly clasificó el libro como el décimo mejor de la década, con Seija Rankin escribiendo: "Las dos novelas de Sally Rooney capturan el espíritu millennial con honestidad cruda y una visión impecable. Pero lo que abrió camino en Conversaciones con amigos, lo perfeccionó en Gente normal ".
The New York Times publicó sobre la autora: “Rooney es como uno de esos magos que pueden perforar una sandía con un naipe. Así escribe sobre el amor y la lujuria entre dos jóvenes dañados, solos y anhelantes. Una escritora original que solo está empezando”. 
Mientras que The New Yorker se refirió a “la calidad de su pensamiento (que) elimina la necesidad de florituras. Rooney estira y retuerce sus frases como si fueran esas esculturas de globos. Las palabras son su superpoder.”

## Adaptaciones
La novela fue llevada a la televisión por la BBC Three y Hulu en asociación con Screen Ireland, cuya primera emisión en Irlanda tuvo lugar el 28 de abril de 2020, es decir, durante el periodo de confinamiento causado por la Covid-19; alcanzando el éxito casi de manera inmediata. En España, esta adaptación fue estrenada el 16 de julio de 2020 y emitida en la plataforma digital Starzplay.
Esta miniserie de televisión cuenta con un total de 12 episodios con una duración aproximada de 25 minutos cada uno, donde los protagonistas representan las tensiones y cambios que acompañan al crecimiento que se produce desde la juventud hasta la edad adulta. Daisy Edgar-Jones y Paul Mescal son los encargados de dar vida a los protagonistas de esta miniserie, los cuales consiguen crear la complicidad adecuada para atraer a la audiencia y conseguir que se sientan identificados con sus personajes.
En 2020, la serie recibió varias nominaciones para los Globos de Oro, Emmy, Satellite Awards, Cristics Choice Awards y Sindicato de Productores (PGA) siendo Paul Mescal ganador del Premio BAFTA TV a Mejor Actor Principal en TV-Drama en 2021.

## Premios
| Año  | Premio                    | Categoría                | Resultado | Referencia |
| ---- | ------------------------- | ------------------------ | --------- | ---------- |
| 2018 | Costa Book Awards         | Mejor Novela             | Ganadora  | [ 11 ]     |
| 2018 | Irish Book Awards         | Novela del año           | Ganadora  | [ 12 ]     |
| 2018 | Man Booker Prize          | Novela                   | Finalista | [ 13 ]     |
| 2019 | British Book Award        | Libro de ficción del año | Ganadora  | [ 14 ]     |
| 2019 | Women's Prize for Fiction | Novela                   | Finalista | [ 15 ]     |